# Campeonato Nacional da Guiné-Bissau
De Campeonato Nacional da Guiné-Bissau is de hoogste voetbaldivisie van Guinee-Bissau. Het werd opgericht in 1975.

## Kampioenschappen
- 1975 : Clube de Futebol "Os Balantas"
- 1976 : União Desportiva Internacional
- 1977 : Sport Bissau e Benfica
- 1978 : Sport Bissau e Benfica
- 1979 : niet toegekend
- 1980 : Sport Bissau e Benfica
- 1981 : Sport Bissau e Benfica
- 1982 : Sport Bissau e Benfica
- 1983 : Sporting Clube de Bissau
- 1984 : Sporting Clube de Bissau
- 1985 : União Desportiva Internacional
- 1986 : Sporting Clube de Bissau
- 1987 : Sporting Clube de Bafatá
- 1988 : Sport Bissau e Benfica
- 1989 : Sport Bissau e Benfica
- 1990 : Sport Bissau e Benfica
- 1991 : Sporting Clube de Bissau
- 1992 : Sporting Clube de Bissau
- 1993 : Sport Portos de Bissau
- 1994 : Sporting Clube de Bissau
- 1995 : niet toegekend
- 1996 : Associação Desportiva e Recreativa Mansabá
- 1997 : Sporting Clube de Bissau
- 1998 : Sporting Clube de Bissau
- 1999 : geen kampioenschap
- 2000 : Sporting Clube de Bissau
- 2001 : geen competitie
- 2002 : Sporting Clube de Bissau
- 2003 : União Desportiva Internacional
- 2004 : Sporting Clube de Bissau
- 2005 : Sporting Clube de Bissau
- 2006 : Clube de Futebol "Os Balantas"
- 2007 : Sporting Clube de Bissau
- 2008 : Sporting Clube de Bafatá
- 2009 : Clube de Futebol "Os Balantas"
- 2010 : Sporting Clube de Bissau
- 2011 : Atlético Clube de Bissorã
- 2012 : Geen competitie door financiële problemen
- 2013 : CF Os Balantas
- 2014 : Nuno Tristão FC
- 2015 : Sport Bissau e Benfica
- 2016 : Geen competitie na ronde 7 door financiële problemen
- 2017 : Sport Bissau e Benfica
- 2018 : Sport Bissau e Benfica
- 2019 : União Desportiva Internacional
- 2020 : geen kampioenschap
- 2021 : Sporting Clube de Bissau
- 2022 : Sport Bissau e Benfica